# Gyöngyfa, Baranya
Gyöngyfa este un sat în districtul Szentlőrinc, județul Baranya, Ungaria, având o populație de 143 de locuitori (2011). 

## Demografie
Componența etnică a satului Gyöngyfa
     Maghiari (72,22%)
     Romi (27,78%)
Componența confesională a satului Gyöngyfa
     Romano-catolici (51,75%)
     Fără religie (20,28%)
     Reformați (14,69%)
     Necunoscută (13,29%)
Conform recensământului din 2011, satul Gyöngyfa avea 143 de locuitori. Din punct de vedere etnic, majoritatea locuitorilor (72,22%) erau maghiari, cu o minoritate de romi (27,78%).  Din punct de vedere confesional, majoritatea locuitorilor (51,75%) erau romano-catolici, existând și minorități de persoane fără religie (20,28%) și reformați (14,69%). Pentru 13,29% din locuitori nu este cunoscută apartenența confesională.